# Yi Zuolin
Yi Zuolin (ur. 19 lipca 1897, zm. 29 marca 1945) – chiński językoznawca, pedagog i filantrop. Znany także jako Yi Jianlou (chin. trad. 易劍樓, pinyin Yi Jiànlóu, Wade-Giles Yi Chien-lou). Wniósł istotny wkład do badań fonetyki, fonologii i gramatyki współczesnego języka chińskiego.  Uczestniczył w pracach nad stworzeniem standardowego języka chińskiego, jako jeden z członków komisji odpowiedzialnej za romanizację języka  chińskiego (wraz z m.in. Lin Yutangiem). Jego najważniejszą pracą jest gramatyka współczesnego języka chińskiego (Cztery wykłady...).
Przez wiele lat był nauczycielem i dyrektorem szkoły, a następnie inspektorem szkolnym w prowincji Jiangsu. Poświęcił większość swojego życia, aby pomóc ubogim dzieciom w nauce, nawet w czasie okupacji japońskiej.
Ważniejsze publikacje:
1. Wykłady z fonetyki chińskiej (oryg. 國音學講義), wyd. w 1920.
2. Cztery wykłady o chińskiej gramatyce (oryg. 國語文法四講), wyd. w 1924.